# 農業危機
農業危機是指農業衰退、農產品價格低、農民收入低微而導致農場破產、農民家庭破裂、農民自殺率增加的一段時期。在美國，最近的農業危機發生在20世紀80年代。婦女選擇前往城市尋找非農業工作賺取較高薪金，對維持農場經營發揮了重要作用。